# Песма са Кумбаре
Песма са Кумбаре је југословенски историјско-драмски филм из 1955. године у режији Радоша Новаковића. Бата Живојиновић своју прву улогу на филму одиграо је управо у овом филму.

## Радња
| „ | Почетком XIX века турска царевина допире још увек до Саве и Дунава. 1804. Срби дижу устанак и после крвавих борби ослобађају се од Турака. У зиму 1806. Турци држе још само Београд. | ” |

За време Првог српског устанка, један млад устаник приликом опсаде Београда, успева да уђе у град и да отвори капије града. После тога устаници улазе у Београд, а млади устаник се заљубљује у девојку која је турског порекла, што њему није сметало, и тада почињу да се ређају догађаји.

## Улоге
| Глумац                   | Улога                  |
| ------------------------ | ---------------------- |
| Главне улоге             |                        |
| Северин Бијелић          | Милисав Чамџић Чамџија |
| Милена Дапчевић          | Зехра, пашина ћерка    |
| Бранко Плеша             | београдски паша        |
| Васа Пантелић            | војвода Васа Чарапић   |
| Остале улоге             |                        |
| Столе Аранђеловић        | Узун Мирко Апостоловић |
| Душан Антонијевић        | Чимбаша                |
| Бранко Ђорђевић          | Махсул-ага             |
| Мирко Милисављевић       | луди Наста             |
| Миша Мирковић            | Милован                |
| Миодраг Поповић Деба     | Ненад из Јаловика      |
| Миливој Поповић          | Амбаша                 |
| Рената Улмански          | Ранкова жена           |
| Велимир Бата Живојиновић | Веља из Белог Потока   |
| Иван Јонаш               |                        |

Комплетна филмска екипа  ▼
| Редитељ                   | Радош Новаковић       |                                  |
| Сценариста                | Марко Ландекић        |                                  |
| Композитор                | Михајло Вукдраговић   |                                  |
| Директор фотографије      | Владета Лукић         | директор фотографије             |
| Монтажер                  | Нева Паскуловић Хабић |                                  |
| Сценограф                 | Драгољуб Лазаревић    |                                  |
| Уметнички директор        | Властимир Гаврик      |                                  |
| Костимограф               | Мира Глишић           |                                  |
| Костимограф               | Драгољуб Лазаревић    |                                  |
| Одсек за шминку           | Зорица Рандић         | шминкерка (као Зорица Костелник) |
| Менаџер продукције        | Младен Тодић          | директор филма                   |
| Помоћник режије           | Драган Костић         | други помоћник редитеља          |
| Помоћник режије           | Здравко Рандић        | први помоћник редитеља           |
| Уметнички одсек           | Ђура Рашић            | сет дизајнер                     |
| Одсек за звук             | Радивој Вујић         | тон мајстор                      |
| Специјални ефекти         | Зоран Ђорђевић        | пиротехничар                     |
| Одсек за камеру и расвету | Јован Јовановић       | пратилац камере                  |
| Одсек за костим           | Борка Субарановић     | гардеробер                       |
| Музички одсек             | Михајло Вукдраговић   | диригент                         |
| Остала екипа              | Бранка Илић           | секретар режије                  |
| Остала екипа              | Милорад Панић Суреп   | историјски консултант            |